# Y2K (motorcykel)
Denna artikel handlar om motorcykeln. För motorvagnen; se Y2.

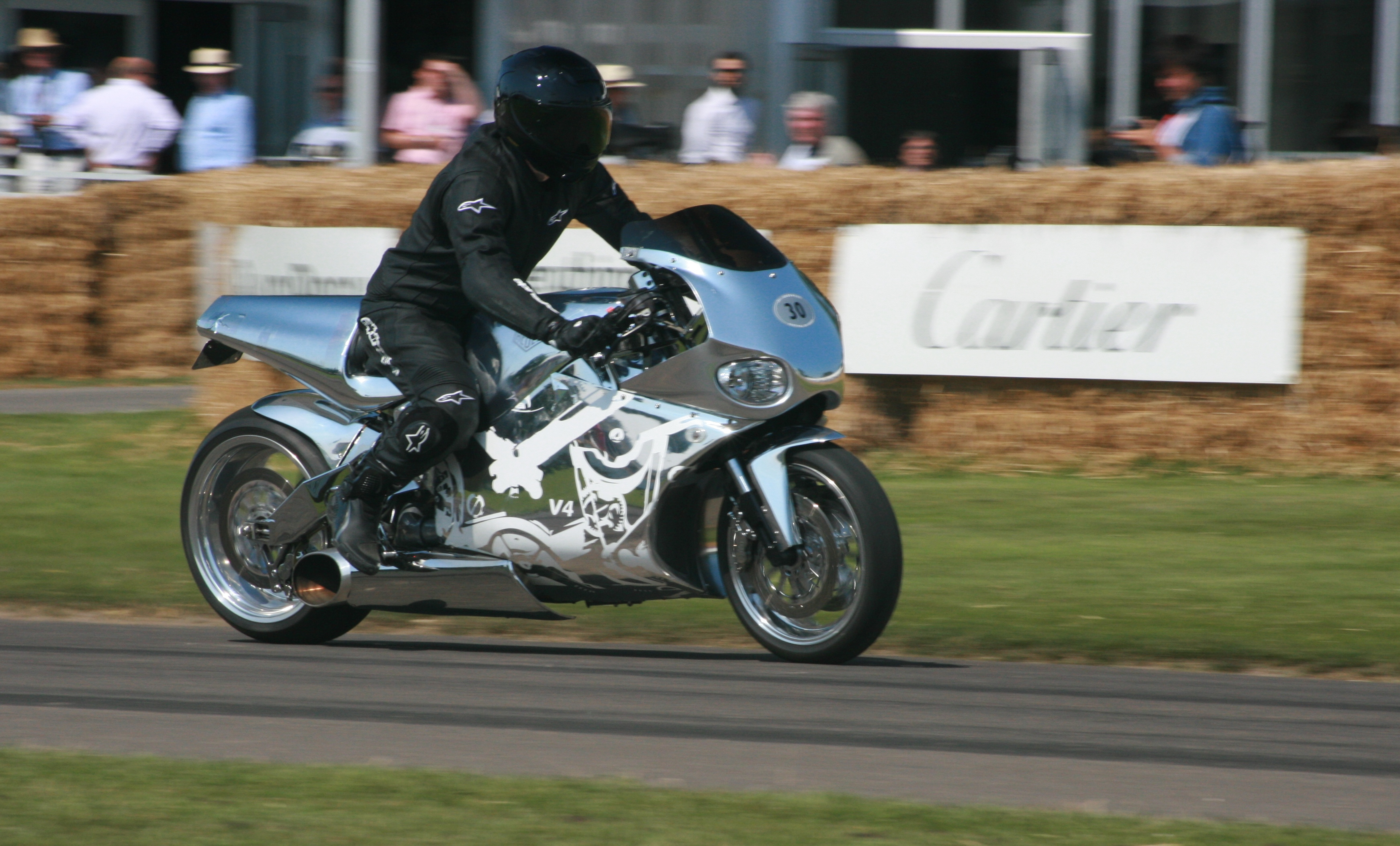
MTT Turbine Superbike

MTT Turbine Superbike, även kallad Y2K, är en gasturbindriven motorcykel tillverkad av Marine Turbine Technologies. Tillverkaren hävdar att det är världens snabbaste produktionsmotorcykel. Motorn är en jet-turbinmotor från Rolls Royce-Allison som vanligen används i helikopter och ger 320 hästkrafter vid 52000 varv per minut. Motorcykeln började tillverkas år 2000 och har därefter fått namnet Y2K.
Under registreringsskylten sitter en LED-skärm som varnar för att inte köra för nära de 1200 grader varma avgaserna.